# Бергкезе
Бергкезе (нім. Bergkäse, дослівно «гірський сир») — твердий традиційний австрійський сир. Має захищену якість PDO. Виготовляється з натурального цільного молока корів із гірських пасовищ у сироварнях на висоті не менше 1000 м (в основному гір Альп). Час дозрівання сиру становить від 3 до 6 місяців у своїй природній кірці. Має густу текстуру, невеликі дірочки та м'яку кірку, можуть бути присутні горіхові нотки.

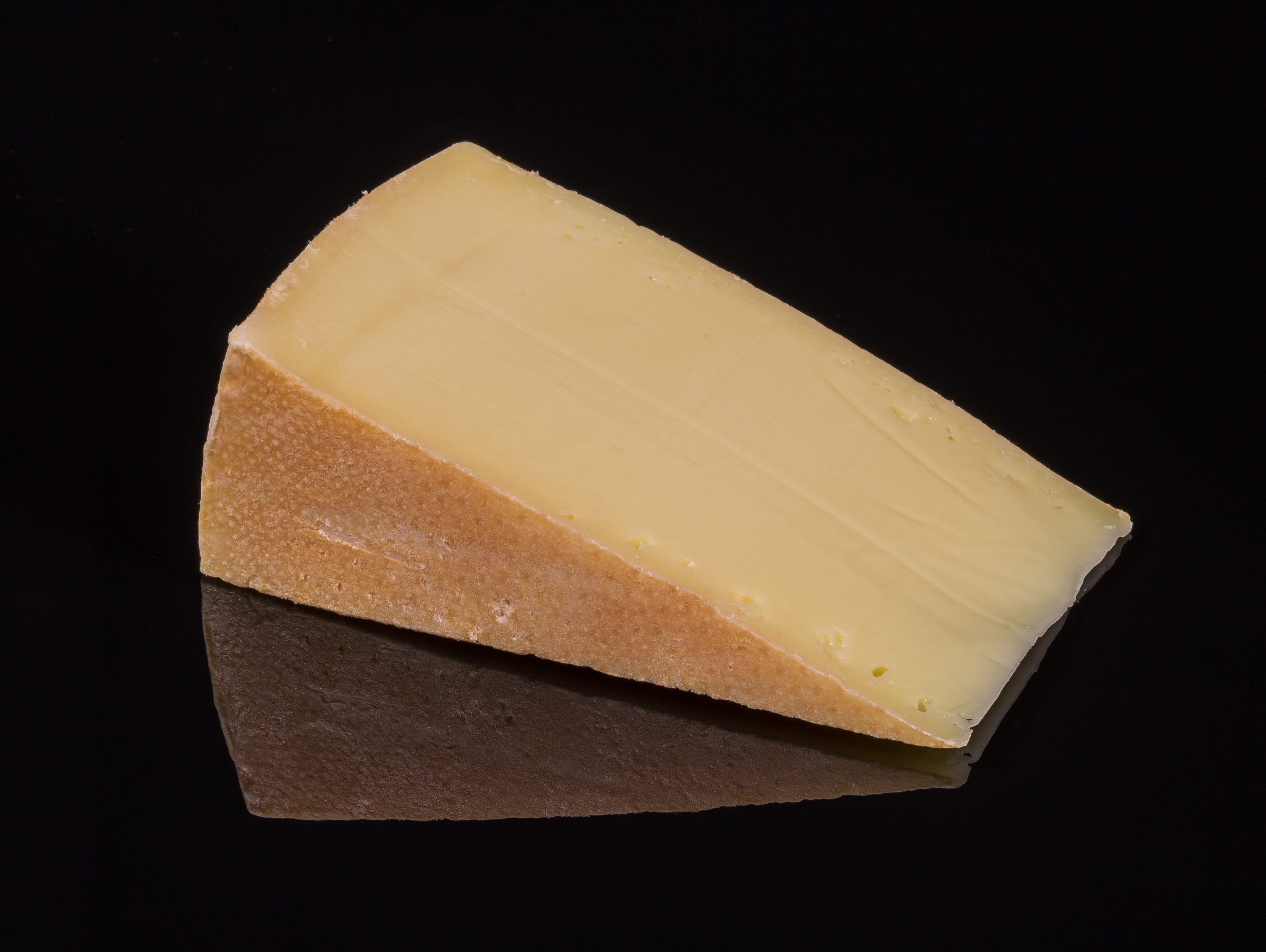

## Особливості
- відсутність лактози;
- високий вміст кальцію (у 100 г сиру — 1 г кальцію);
- наявність Омега-3 жирних кислот;
- широка палітра смаків й ароматів.

## Склад
Пастеризоване молоко, сичужний фермент, сіль, закваска на молочнокислих культурах. Вміст жиру в сухій речовині — 45 %.